# Inhibición latente
La inhibición latente, término técnico del condicionamiento clásico, se refiere a que la observación de un estímulo familiar requiere más tiempo en adquirir un significado (como una señal o estímulo condicionado) que un estímulo nuevo. El término "inhibición latente" data de Lubow y Moore (1959). El efecto IL es "latente" en que no se muestra en la fase de pre-exposición al estímulo, sino en la fase de prueba posterior. Aquí la "inhibición" simplemente se refiere a que el efecto se expresa en términos de un aprendizaje relativamente pobre. El efecto LI es extremadamente robusto, apareciendo en todas las especies de mamíferos que se han estudiado y a través de muchos paradigmas del aprendizaje distintos, lo que sugiere algunas ventajas, como proteger al organismo, asociar estímulos irrelevantes con otros eventos más importantes.

## ¿Qué es la inhibición latente?
Ejemplos como los ruidos, imágenes, sonidos, aromas, sensaciones, todo lo que vemos, oímos, olemos, sentimos; la lista de estímulos que llegan a nuestra percepción a cada momento, todos los días, es interminable. El ser humano es "bombardeado" constantemente con información de todo tipo, y no se refiere necesariamente a la televisión, la radio, el teléfono celular y todos los artefactos de la sociedad moderna sino a todo lo que constantemente perciben nuestros sentidos y nuestra mente a cada momento, en nuestra habitación, al caminar por la calle, etc. Es tanta la cantidad de información, que es imposible enfocar la atención en cada detalle. 
El cerebro, para evitar sobrecargarse, posee un mecanismo llamado "inhibición latente" que se encarga de filtrar toda la información que considera inútil o innecesaria para la vida cotidiana. La mente de las personas normales, al procesar un dato banal, lo olvida. En los que tienen niveles de inhibición latente más altos (normales) este mecanismo funciona como un "colador" que no permite que la persona se vea aturdida por demasiadas cosas a la vez. 
En cambio, la mente de las personas con bajos niveles de inhibición latente, automática aunque conscientemente, le dan la vuelta, lo estudian y lo archivan, a la espera de encontrarle una posible utilidad. Aunque las palabras que se utilizan para describir esto parezcan simplificarlo todo, no es así. La baja inhibición latente es algo complicado (a veces imposible) de manejar y puede ser sumamente peligroso. 
Esto se debe a que el nivel de información percibido por los sentidos (a cada momento) y transportado al cerebro en una persona con baja inhibición latente es tantas veces superior a lo normal, que si el cerebro no cuenta con la fortaleza necesaria para afrontar todo ese volumen de información, se quiebra y falla. A su vez, la persona con baja inhibición latente, debe encontrar la forma de manejar esta condición, si no, vivirá en permanente frustración. Aun cuando siga procesando todo ese nivel de información (que es demasiado para la mente de una persona normal) debe aprender a enfocarse en cosas más específicas; y de lograrlo, podrá llegar mucho más lejos que quienes lo rodean, podrá estar siempre un paso adelante de los demás en lo que haga. 
Esta condición, si bien fue aceptada académicamente en forma general desde hace pocos años, ha existido desde siempre, y en los tiempos actuales se pueden encontrar referencias claras a esto en lo que se conoce como Psicología de la Gestalt, surgida en Alemania a principios del siglo XX; o con más fuerza en las enseñanzas de Marshall McLuhan a partir de la década de 1960. Algunos de los seres humanos considerados como "genios" sufrían de baja inhibición latente. Esto no quiere decir que todos los "genios" o "diferentes" en todas las disciplinas sean así. Cada caso es individual y diferente, y hay que saber diferenciar entre una mente más abierta y desestructurada que lo habitual.
Siendo "lo habitual" el comportamiento normal de la mayoría de las personas, quienes se manejan diariamente a través de formas muy estructuradas de comportamiento y pensamiento, y en "territorios" reducidos pero seguros, sin aventurarse más allá de eso. Albert Einstein es el caso más conocido; y también lo son aquellos artistas en cualquier disciplina que poseen una rara especie de talento superior a lo normal y que pasa desapercibido para la mayoría de las personas.
Los pacientes con esquizofrenia muestran una reducción o directamente la ausencia de inhibición latente.

## Teorías
El efecto IL ha recibido una serie de interpretaciones teóricas. Una teoría sostiene que los resultados intrascendentes previos al estímulo resultan en una asociatividad reducida para ese estímulo. Esa pérdida de asociatividad ha sido atribuida a una variedad de mecanismos que reducen la atención, que pueden necesitarse para aprender a continuar con normalidad.